# Bus express de Bordeaux
Pour un article plus général, voir Transports Bordeaux Métropole.
Le bus express de Bordeaux, anciennement trambus, est le réseau de bus à haut niveau de service de la ville française de Bordeaux et son agglomération. Depuis 2024, il comprend une ligne d'une longueur totale de 21 km. La première ligne (G) est ouverte le 1er juin 2024. Six autres lignes sont en projet et doivent ouvrir entre 2025 et 2028. 

## Histoire

### Genèse
En septembre 2014, le schéma directeur opérationnel des déplacements métropolitains (SDODM) prévoit la création d'une ligne de bus à haut niveau de service reliant Bordeaux et Saint-Aubin-de-Médoc. Celle-ci doit reprendre pour l'essentiel de son tracé, le parcours de la lianes 3+. 
L'année suivante, les premières concertations pour le choix du tracé de la nouvelle « ligne E ». Des études concluent à l'absence de rentabilité d'une ligne de tramway et confirme le choix d'un bus à haut niveau de service. Son coût global est estimé à 120 000 000 euros pour 20 km.

### Déclaration d'utilité publique et recours
Le projet de ligne de bus à haut niveau de service entre Bordeaux et Saint-Aubin-de-Médoc, est approuvé par le conseil métropolitain en 2016. La déclaration d'utilité publique est signée par le préfet de région l'année suivante. Cependant, celle-ci est suspendue par le tribunal administratif à la suite d'un recours déposé par l'association « Bordeaux à cœur ». Elle regroupe des habitants de Saint-Seurin qui s'opposent au passage de la ligne de bus à haut niveau de service étant donné l'étroitesse des rues dans le quartier. En 2018, le tribunal annule la déclaration d'utilité publique, cette décision est confirmée par la cour administrative d'appel en 2019,.
En 2021, la préfète de la Gironde Fabienne Buccio signe une nouvelle déclaration d'utilité publique du projet de bus à haut niveau de service désormais nommé « trambus ». Cela permet au chantier de la future ligne de Bordeaux à Saint-Aubin-de-Médoc de commencer. Un nouveau recours est déposé par l'association « Bordeaux à cœur » mais le juge des référés ne doute pas de la légalité de l’arrêté préfectoral. En 2023, le tribunal administratif rejette la demande de suspension de la déclaration d'utilité publique.

### Mise en service
La mise en service de la première ligne de bus à haut niveau de service finalement nommé « bus express » a lieu le 1er juin 2024.

## Réseau

### Aperçu général
| Ligne                               | Parcours                                     | Longueur (en kilomètres) | Stations |
| ----------------------------------- | -------------------------------------------- | ------------------------ | -------- |
| (G)                                 | MÉCA ↔ Villepreux / Issac                    | 21                       | 42       |
| Ouverture prochaine (décembre 2025) |                                              |                          |          |
| (H)                                 | Circulaire des boulevards et de la métropole | 21                       | 49       |

### Desserte
La ligne G devrait desservir 100 000 habitants.

### Stations
Les stations du bus express ont un aspect proche de celles du tramway. Elles disposent de divers équipements, notamment des écrans pour informer les voyageurs en temps réel, des distributeurs de tickets, des bancs, des poubelles de tri, des prises de recharge USB, des boîtes à livre, des barres de traction et des caméras de sécurité. Sur les 42 stations que compte la première ligne, 26 sont en correspondance avec d'autres lignes de bus.

### Matériel roulant
À partir de mi-2025, le parc roulant du réseau de Transports Bordeaux Métropole devrait être composé d'une flotte de 40 VDL Citea LF-181 électriques avec une autonomie de 180 km pour un coût de 40 millions euros,,. Déjà 2 d'entre eux font des phases de test depuis avril 2025, ce sont les VDL Citea LF-181 n°2354 & n°2355 arrivé en Mars. Les retards de livraison font que la ligne G utilise 30 bus conventionnels qui fonctionnent au gaz naturel.

### Maintenance
Les bus ont la possibilité d'être rechargés rapidement aux terminus. Durant la nuit, ils sont rechargés en charge lente au dépôt de bus de Bordeaux Lac qui a été réaménagé pour les accueillir. D'ici 2025, un nouveau dépôt de 7 ha devrait être construit entre le pont Simone-Veil et le pont François-Mitterrand sur la rive droite.

## Parcs relais
La ligne G dispose de deux nouveaux parcs relais. Le premier à la station Lycée Sud Médoc de 120 places et le second à Mermoz de 400 places.

## Tarification
Le prix pour un voyage est de 1,80 € en juin 2024. Un carnet de 10 voyages coûte 14,50 €, une carte valable 24 h coûte 5 €, une carte hebdomadaire 14,20 €, une carte mensuelle 51,80 €. Il existe également des tarifs groupe et des réductions pour les scolaires, étudiants, jeunes, seniors et familles nombreuses.
Les tickets et pass permettent d'utiliser tous les modes de transport du réseau (hors Le Vélo et avec un supplément pour les parcs-relais). Les tickets peuvent être achetés dans des automates présents à tous les arrêts. Un ticket autorise des validations illimitées sur tout le réseau TBM pendant 1 heure au maximum entre la première et la dernière validation. De plus, les tickets fonctionnent sans contact et sont rechargeables 10 fois.

## Projets

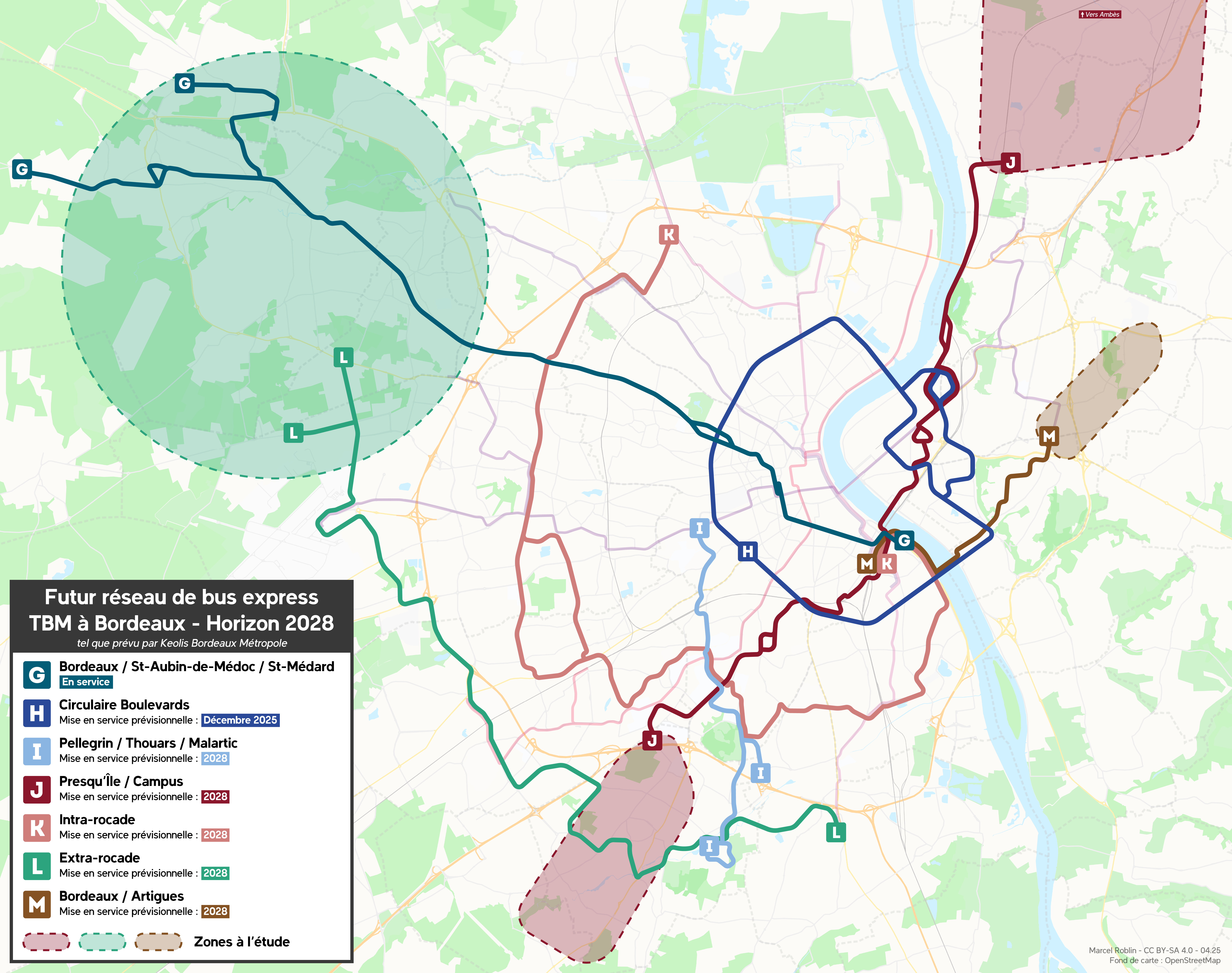
Plan des lignes de bus express prévues d'ici 2028.

### Horizon 2025

#### Nouvelle ligne de bus express (circulaire des boulevards)

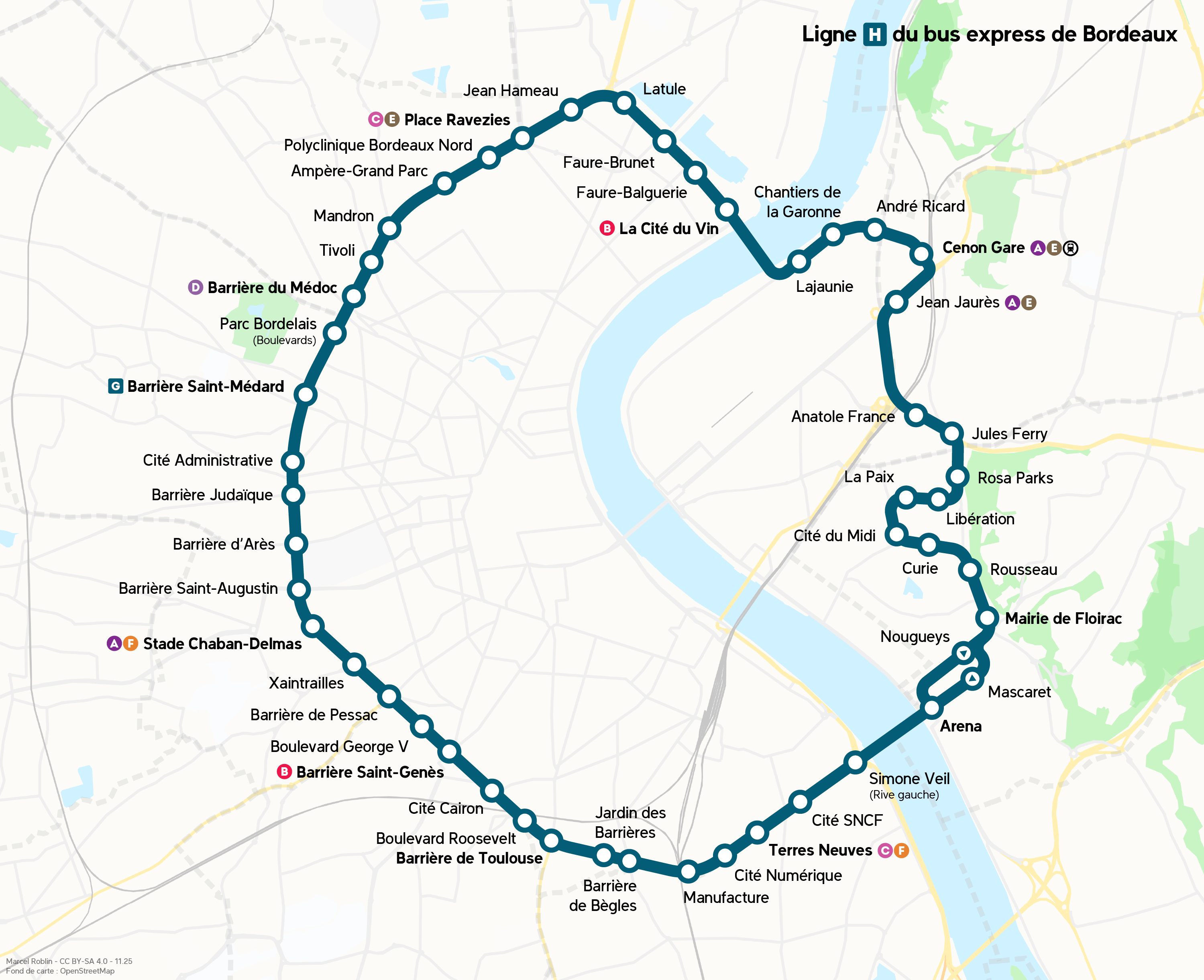
Plan de la ligne H du bus express.

Une ligne de bus express passant par les boulevards de Bordeaux est en développement. Nommée ligne H, son ouverture est prévue en décembre 2025 en préfiguration, en complément avec la Lianes 9.
En rive gauche, 34 arrêts doivent être maintenus et 11 supprimés. En rive droite, l'itinéraire doit être dédoublé afin de permettre une correspondance avec le RER métropolitain à la gare de Cenon. Le passage d'une rive à l'autre de la Garonne se fera au niveau du pont Simone-Veil et du pont Jacques-Chaban-Delmas.

### Horizon 2027-2028

#### Nouvelle ligne de bus express (Pellegrin - Thouars - Malartic)

Plan de la ligne I du bus express.

Une ligne de bus express reliant l'hôpital Pellegrin à Gradignan est en développement. Elle reprend un projet d'extension de la ligne B du tramway abandonné en 2021. D'une longueur de 11,5 km, elle devrait compter 23 stations ainsi qu'un parc relais de 150 places. Il est prévu qu'elle soit connectée aux lignes B et C du tramway, ainsi qu'au RER métropolitain à la gare de la Médoquine. Nommée ligne I, son ouverture est prévue pour fin 2027,,.
|  |   |   |   |  | Stations             | Lat/Long | Communes                      | Correspondances    |  |
|  | - | - | - |  | -------------------- | -------- | ----------------------------- | ------------------ |  |
|  |   | ■ |   |  | Barrière St-Augustin |          | Bordeaux                      |                    |  |
|  |   | • |   |  | Hôpital Pellegrin    |          | Bordeaux                      | (T) · (A)          |  |
|  |   | • |   |  | Carreire             |          | Bordeaux                      |                    |  |
|  |   | • |   |  | Charles-Perrens      |          | Bordeaux                      |                    |  |
|  |   | • |   |  | Tauzin               |          | Bordeaux                      |                    |  |
|  |   | • |   |  | La Médoquine         |          | Talence                       | (T) · (41U) · (42) |  |
|  |   | • |   |  | Pelletan             |          | Talence                       |                    |  |
|  |   | • |   |  | Arts et Métiers      |          | Talence                       | •                  |  |
|  |   | • |   |  | Lycée Kastler        |          | Talence                       |                    |  |
|  |   | • |   |  | CREPS                |          | Talence                       |                    |  |
|  |   | • |   |  | Lycée hôtelier       |          | Talence                       |                    |  |
|  |   | • |   |  | Piscine de Thouars   |          | Talence                       |                    |  |
|  | • |   |   |  | Thouars              |          | Talence                       |                    |  |
|  | ■ |   |   |  | Pablo Neruda         |          | Villenave-d'Ornon             |                    |  |
|  |   |   | • |  | Château de Thouars   |          | Talence                       |                    |  |
|  |   | • |   |  | Bobet                |          | Gradignan / Villenave-d'Ornon |                    |  |
|  |   | • |   |  | Chouiney             |          | Gradignan                     |                    |  |
|  |   | • |   |  | Croix de Monjous     |          | Gradignan                     |                    |  |
|  |   | • |   |  | Collège Mauguin      |          | Gradignan                     |                    |  |
|  |   |   | • |  | Montfort             |          | Gradignan                     |                    |  |
|  |   |   | • |  | Les Airelles         |          | Gradignan                     |                    |  |
|  |   |   | • |  | Les Stellaires       |          | Gradignan                     |                    |  |
|  |   | • |   |  | Barthès              |          | Gradignan                     |                    |  |

#### Nouvelle ligne de bus express (Presqu'île - campus)
Une ligne de bus express reliant Ambès à Gradignan et Pessac est en développement. Son tracé n'est pas encore finalisé mais devrait emprunter le pont Saint-Jean, elle est préfigurée par la lianes 31. Nommée ligne J, sa mise en service est prévue pour 2027,.

#### Nouvelle ligne de bus express (intra-rocade)
Une ligne de bus express longue de 24,6 km qui se trouve dans la ceinture de la rocade, doit remplacer la lianes 35 et desservir les communes de Bruges, Le Bouscat, Eysines, Mérignac, Pessac, Talence, Villenave-d'Ornon, Bègles et Bordeaux. Elle serait reliée au RER métropolitain au niveau de la gare de Bruges. La fréquentation attendue est estimée à 35 000 personnes par jour. Nommée ligne K, les travaux sont lancés en 2024 sur l'avenue de Gradignan à Pessac, et devrait être achevés en 2027,.

#### Nouvelle ligne de bus express (extra-rocade)
Une ligne de bus express se trouvant à l'extérieur de la ceinture de la rocade, doit remplacer la lianes 39 et desservir l'OIM Bordeaux Aéroparc et l'OIM Bordeaux Innocampus. Il est prévu qu'elle emprunte la rocade sur une voie dédiée entre les sorties 12 et 13. Nommée ligne L, les travaux doivent commencer fin 2025 pour une mise en service en 2027,,.

#### Nouvelle ligne de bus express (Artigues - Bordeaux)
Une ligne de bus express reliant Artigues-près-Bordeaux et Bordeaux est en développement. Son tracé n'est pas encore finalisé mais devrait traverser la commune de Floirac, son terminus au sud se trouvera soit à la gare de Bordeaux-Saint-Jean, soit à Mériadeck. Elle est préfigurée par la lianes 6. Nommée ligne M, les travaux ont commencé en 2024 pour une mise en service en 2027,.